# Колодников, Виктор Алексеевич
Ви́ктор Алексе́евич Коло́дников (1926—2004) — председатель Рыбинского горисполкома в 1979—1986 годах.

## Биография
Родился в 1926 году в Рыбинске. Отец — начальник снабжения завода дорожных машин, мать — домохозяйка. Окончил Рыбинскую железнодорожную школу № 25. В 1946 году окончил Рыбинский авиационный техникум. Находился в Рыбинске на освобождённой комсомольской работе. С 1951 по 1958 год проходил службу в Вооружённых силах СССР.
В 1959—1968 годах работал на Рыбинском машиностроительном заводе мастером, старшим мастером, заместителем секретаря парткома завода, помощником директора завода по бытовым вопросам. В 1971 году окончил Рыбинский авиационный технологический институт. В 1969—1978 годах заместитель председателя Рыбинского горисполкома. В 1979—1986 годах — председатель Рыбинского горисполкома. С 1986 года на пенсии по возрасту.

## Награды и звания
Награждён орденами Трудового Красного Знамени и «Знак Почёта», а также пятью медалями. С 1986 года Почётный гражданин Рыбинска.